# Isonomeutis amauropa
Isonomeutis amauropa är en fjärilsart som beskrevs av Edward Meyrick 1887. Isonomeutis amauropa ingår i släktet Isonomeutis och familjen Copromorphidae. Inga underarter finns listade i Catalogue of Life.